# Glen Shira
Le glen Shira (en Gaélique écossais : Gleann Siara, littéralement « Glen de la rivière éternelle »), est un glen de l'Argyll en Écosse situé à l'extrême nord du loch Fyne, au nord d'Inveraray.
C'est une zone spéciale de conservation au Royaume-Uni, bordée par le Beinn Bhuidhe.

## Description
Glen Shira tire son nom de la rivière Shira, qui traverse le centre du vallon. La rivière commence au nord-est à 350 mètres d'altitude, près du début de la rivière Fyne. Elle rencontre le barrage de la centrale électrique de 5 MW Sron Mor (Big Nose), avant de se jeter dans le Loch Shira.

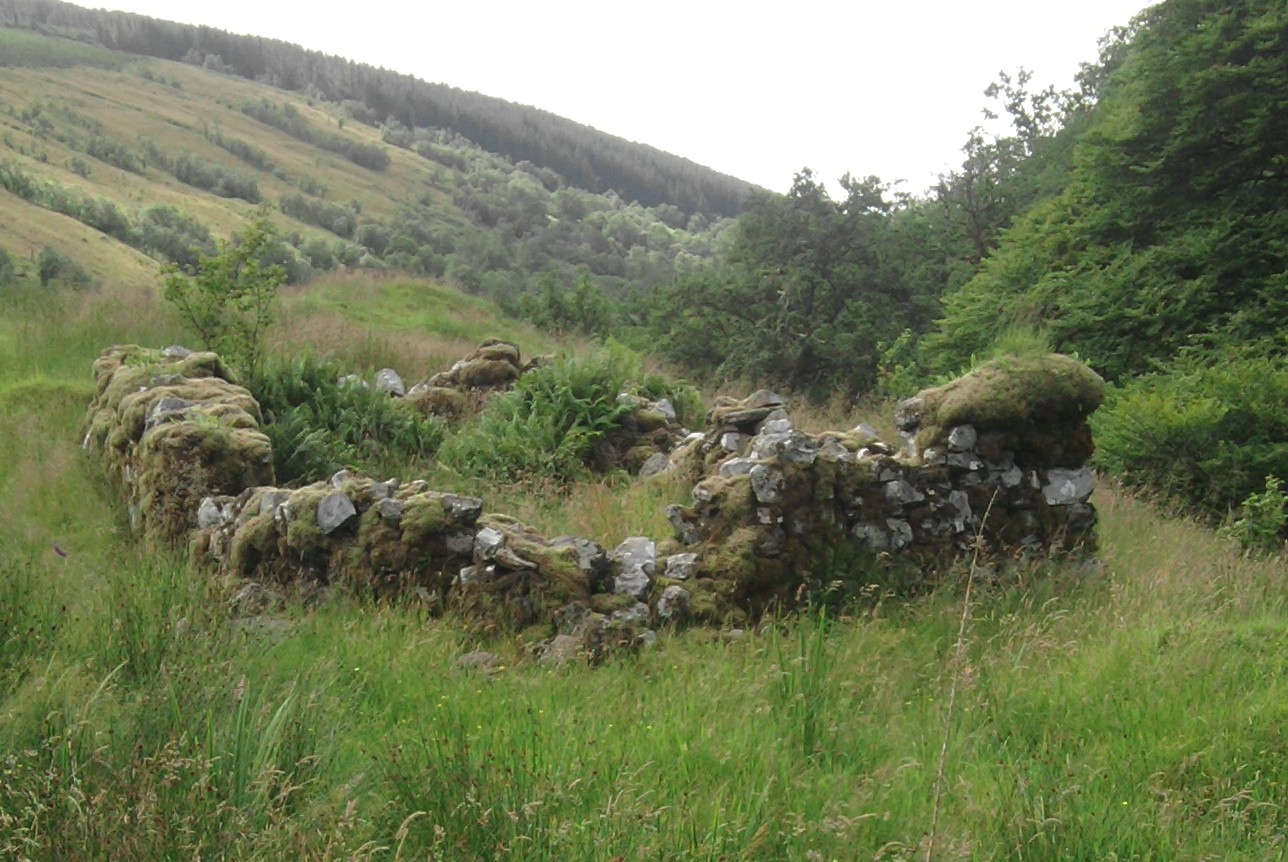
Maison dans le Glen Shira habitée par Rob Roy vers 1716.

Le glen est principalement occupé par une ferme ovine et par de nombreuses maisons. Il y a une route à voie unique qui monte le vallon jusqu'au barrage. Cette route se divise en une route d'accès (reliée de l'autre côté de la rivière Shira par un pont) qui mène à Drimlee, la maison de Rob Roy MacGregor dans le haut glen Shira.
Rob Roy MacGregor a vécu à glen Shira pendant une courte période sous la protection de John Campbell (2e duc d'Argyll). Argyll a négocié une amnistie et une protection pour Rob Roy en 1716 et lui a accordé la permission de construire une maison dans le haut glen Shira après le désarmement.
Les archives suggèrent que Rob Roy a également construit un fank pour des moutons ou des bovins dans le Glen. Cependant, quelque temps après la rébellion jacobite de 1719 - probablement vers 1720 - il a déménagé à Monachyle Tuarach près du Loch Doine (en), abandonnant les structures. Néanmoins, des ruines subsistent.